# Ficus conocephalifolia
Ficus conocephalifolia är en mullbärsväxtart som beskrevs av Henry Nicholas Ridley. Ficus conocephalifolia ingår i släktet fikonsläktet, och familjen mullbärsväxter. Inga underarter finns listade i Catalogue of Life.